# Brunellia oliveri
Brunellia oliveri är en tvåhjärtbladig växtart som beskrevs av Nathaniel Lord Britton. Brunellia oliveri ingår i släktet Brunellia och familjen Brunelliaceae. Inga underarter finns listade i Catalogue of Life.